# ドーチェスター郡 (メリーランド州)
ドーチェスター郡（英: Dorchester County）は、アメリカ合衆国メリーランド州の東海岸部に位置する郡である。2010年国勢調査での人口は32,618人であり、2000年の30,674人から6.3%増加した。郡庁所在地はケンブリッジ市（人口12,326人）であり、同郡で人口最大の都市でもある。ドーチェスター郡は1669年に設立され、東海岸部では最大の郡だった。北はチョップタンク川、北西はタルボット郡、北東はキャロライン郡、南東はワイカミコ郡、東はデラウェア州サセックス郡、西はチェサピーク湾に接している。チェサピーク湾に面する位置づけと、郡の形状がハートの形に似ていることから「チェサピークの国のハート」というスローガンを使っている。郡名は第4代ドーセット伯爵エドワード・サックビルに因んで名付けられた。ドーセット伯爵はメリーランド植民地設立家カルバート家の親友家系だった。

## 歴史
ドーチェスター郡住人の多くは農夫としてあるいは水に関連する仕事で生活している。チェサピーク湾とその支流では、カニ、カキ、多種の魚など漁業とレクリエーション用釣りには豊富な水産資源がある。ドーチェスター郡からは、奴隷を解放に導いた業績で知られるハリエット・タブマンが生まれた。

## 郡政府
ドーチェスター郡は自治権チャーター政府の形態を採り、郡政は5人の委員による郡政委員会が担当している。委員は郡内を5つに分けた選挙区から選ばれる。委員会の会合は毎週開催されている。議題と議事録は公式記録である。

### 警察
郡内の警察機能はドーチェスター郡保安官事務所、メリーランド州警察、メリーランド州自然資源警察が担当している。ドーチェスター郡保安官事務所が常設機関である。

## 地理
アメリカ合衆国国勢調査局に拠れば、郡域全面積は982.92平方マイル (2,545.8 km2)であり、このうち陸地557.54平方マイル (1,444.0 km2)、水域は425.38平方マイル (1,101.7 km2)で水域率は43.28%である。郡内には多くの塩沼と潮汐のある川がある。

### 隣接する郡
- キャロライン郡 - 北
- サセックス郡 (デラウェア州) - 北東
- ワイカミコ郡 - 東
- サマセット郡 - 南東
- タルボット郡 - 北西

### 国立保護地域
- ブラックウォーター国立野生生物保護区

## 人口動態
以下は2000年国勢調査による人口統計データである。
| 基礎データ - 人口: 30,674人 - 世帯数: 12,674 世帯 - 家族数: 8,500 家族 - 人口密度: 21人/km2（55人/mi2） - 住居数: 14,681軒 - 住居密度: 10軒/km2（26軒/mi2） 人種別人口構成（2000年統計、（ ）内は2010年統計） - 白人: 69.45% (67.6%、非ヒスパニックは66.16%) - アフリカン・アメリカン: 28.39% (27.70%) - ネイティブ・アメリカン: 0.23% (0.34%) - アジア人: 0.66% (0.92%) - 太平洋諸島系: 0.00% (0.03%) - その他の人種: 0.39% (1.2%、非ヒスパニックは0.09%) - 混血: 0.89% (1.64%) - ヒスパニック・ラテン系: 1.26% (3.64%) 先祖による構成 - アメリカ人：20.1% - イギリス系：12.7% - ドイツ系：9.8% - アイルランド系：8.2% | 年齢別人口構成 - 18歳未満: 23.3% - 18-24歳: 6.7% - 25-44歳: 26.8% - 45-64歳: 25.5% - 65歳以上: 17.7% - 年齢の中央値: 41歳 - 性比（女性100人あたり男性の人口） - 総人口: 89.8 - 18歳以上: 86.4 世帯と家族（対世帯数） - 18歳未満の子供がいる: 27.3% - 結婚・同居している夫婦: 47.5% - 未婚・離婚・死別女性が世帯主: 15.5% - 非家族世帯: 33.1% - 単身世帯: 28.2% - 65歳以上の老人1人暮らし: 13.5% - 平均構成人数 - 世帯: 2.36人 - 家族: 2.86人 収入と家計 - 収入の中央値 - 世帯: 34,077米ドル - 家族: 41,917米ドル - 性別 - 男性: 29,014米ドル - 女性: 22,284米ドル - 人口1人あたり収入: 18,929米ドル - 貧困線以下 - 対人口: 13.8% - 対家族数: 10.1% - 18歳未満: 18.1% - 65歳以上: 14.2% |

## 都市と町
ドーチェスター郡内にはメリーランド州法の市町が9つある。
- 1 市:
  1. ケンブリッジ（1793年法人化） - 郡庁所在地
- 8 町:
  1. ブルックビュー（1953年法人化）
  2. チャーチクリーク（1867年法人化）
  3. イーストニューマーケット（1832年法人化）
  4. エルドラード（1947年法人化）
  5. ゲイルズタウン（1951年法人化）
  6. ハーロック（1892年法人化）
  7. セクレタリー（1900年法人化）
  8. ビエナ（1833年法人化）

## 教育

### 公共教育学区
- ドーチェスター郡工業学校
- チョップタンク小学校
- ハーロック小学校
- メイプル小学校
- サンディヒル小学校
- サウスドーチェスター（幼稚園-8年生）
- ビエナ小学校
- ウォリック小学校
- メイシズレーン中学校
- ノースドーチェスター中学校
- ケンブリッジ・サウスドーチェスター高校
- ノースドーチェスター高校

## 姉妹郡
- - ドイツ、デューレン、2005年より

## メディア
郡内の新聞は「ザ・デイリー・バナー」と「ザ・ドーチェスター・スター（無料、週刊紙）である。地域新聞の「ザ・スター・デモクラット」はドーチェスター郡を含む数郡に配布されている。